# گوسپوجینتسی
گوسپوجینتسی (به صربی: Gospođinci) یک منطقهٔ مسکونی در صربستان است که در Žabalj municipality واقع شده‌است.